# Streetfighter

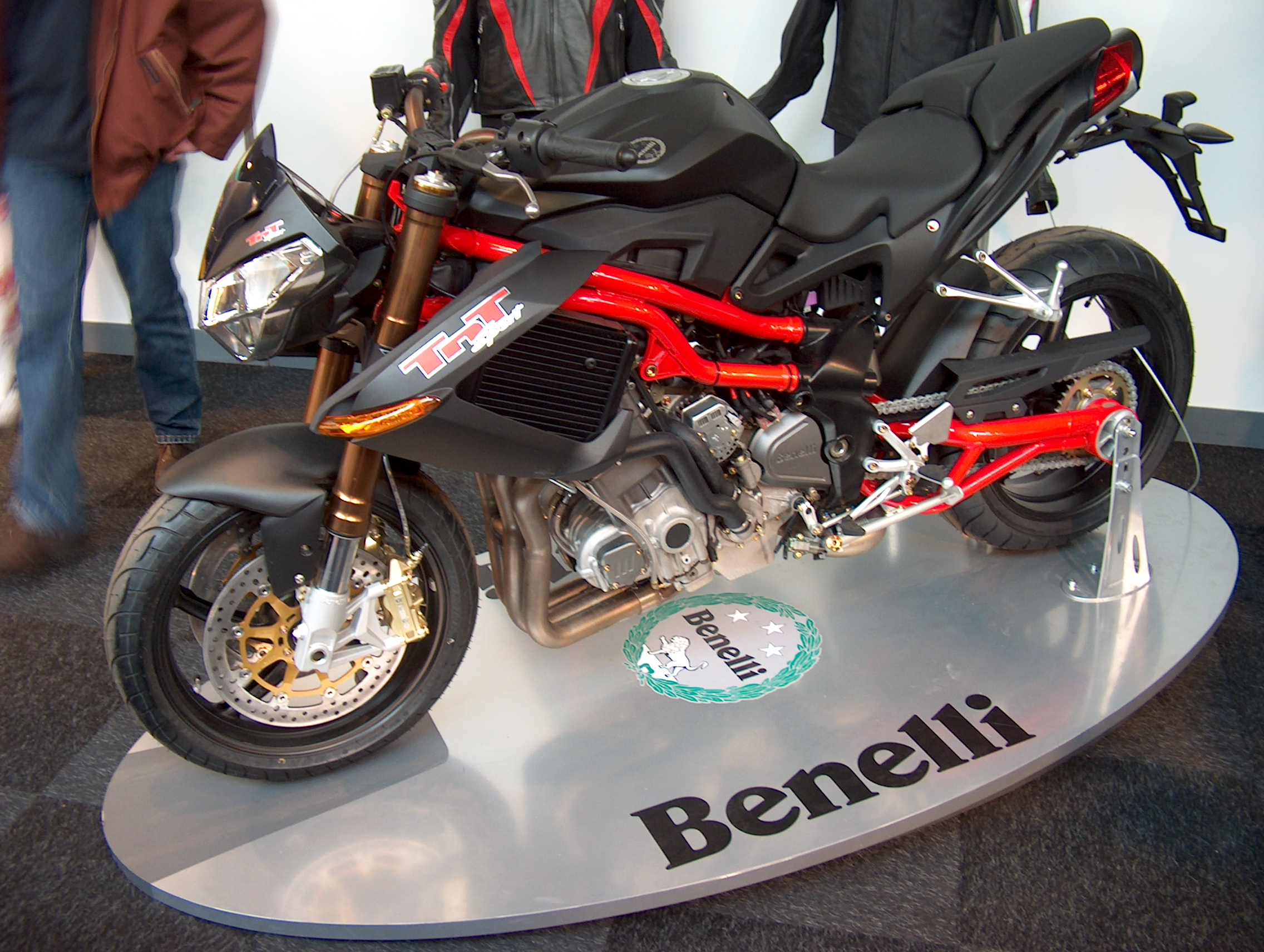
De Benelli TnT 1130 Sport is de streetfighter-versie van de Benelli Tornado 900 Tre Novecento

Streetfighter is een motorfietsclassificatie.
Een streetfighter is een kale sportieve motorfiets zonder stroomlijnkuip. Dit type ontstond toen motorrijders zelf de kuipen van hun sportmotoren sloopten om ze op die manier lichter en wendbaarder te maken. Dit ging ten koste van de stroomlijn, maar dat is op bijvoorbeeld bergweggetjes niet zo belangrijk. Zo kreeg men een naked bike met het vermogen van een sportmotor. Uiteindelijk zijn een aantal fabrikanten van motorfietsen op de vraag ingesprongen en worden streetfighters nu ook kant-en-klaar geleverd. De Italiaanse Triumph-importeur Numero Tre is al halverwege de jaren negentig begonnen Triumph's tot streetfighters om te bouwen. 
Worden choppers vaak in het rijwielgedeelte verlengd, bij streetfighters gaat het net andersom en worden meestal in het rijwielgedeelte verkort. Dit wordt meestal gedaan door een steilere balhoofdhoek te maken waardoor de voorvork net iets meer rechtop komt te staan. Het resultaat is een motor die zeer scherp stuurt waardoor een buitengewoon goede wegligging in combinatie met een grote wendbaarheid mogelijk is. Dit verkorten, al spreken we over slechts enkele centimeters, geeft de motor een agressief uiterlijk. meestal wordt dat nog versterkt door minimale koplampen in een zeer klein stuurkuipje. Omdat het motorblok en de bedieningselementen goed zichtbaar zijn worden de motoren vaak opgebouwd met in het oog springende details zoals schroeven en bouten in kleur, verchroomde onderdelen en veel roestvast staal om bougiekabels en remleidingen.
De markt is sinds ongeveer 2000/2001 begonnen met op deze rage in te springen met de Oostenrijkse KTM Duke en de Italiaanse Ducati Monster, de namen zeggen al iets over hun uiterlijk en kunnen. Omdat streetfighters puur op prestatie worden gebouwd, en dan ook nog optimaal prestaties bij hoge snelheid waarbij hoge eisen aan remmend vermogen en wendbaarheid worden gesteld, zijn het geen goedkope motoren om te bouwen. Het motorblok wordt vaak ook flink opgevoerd. Ook vering, banden en daarmee de velgen, sturen en uitlaatsystemen worden flink onder handen genomen.
Soms worden streetfighters nog extra opgevoerd, bijvoorbeeld door toepassing van een turbocompressor of lachgasinjectie.
In Nederland leidt deze motorfietsklasse een nog relatief sluimerend bestaan. Dit in tegenstelling tot bijvoorbeeld Duitsland waar dit toch een zeer nadrukkelijke groep is binnen de groep motorrijders. 